# Kazo
Kazo (jap. 加須市 Kazo-shi) – miasto w Japonii, na wyspie Honsiu, w prefekturze Saitama. Ma powierzchnię 133,30 km². W 2020 r. mieszkały w nim 111 702 osoby, w 44 121 gospodarstwach domowych  (w 2010 r. 115 010 osób, w 39 488 gospodarstwach domowych).
Miasto to powstało 3 maja 1954 r.